# Face (album)
Face è l'album in studio di debutto del cantante sudcoreano Jimin, pubblicato il 24 marzo 2023.

## Antefatti e pubblicazione
Jimin ha iniziato a lavorare attivamente all'album ad aprile 2022, spronato a mettere le proprie emozioni in musica dagli altri membri dei BTS dopo il loro tour Permission to Dance On Stage. Il 16 gennaio 2023, un'esclusiva di Sports Donga ha dichiarato che avrebbe debuttato come solista nel successivo mese di febbraio; la Big Hit Music ha risposto che stavano coordinando i suoi impegni e che avrebbero reso pubblici i dettagli in un secondo momento. Jimin stesso ha dato aggiornamenti ai fan durante una diretta su Weverse il 10 febbraio, condividendo che il disco sarebbe probabilmente uscito a marzo. La data effettiva, il 24 marzo, è stata ufficializzata dall'etichetta alla mezzanotte del 22 febbraio (ora coreana), stessa data in cui sono stati avviati i pre-ordini. Due giorni dopo è stata diffusa la lista tracce, composta da sei pezzi, tra cui i singoli Set Me Free Pt.2, in uscita il 17 marzo, e Like Crazy, distribuito lo stesso giorno di Face e declinato anche in una versione in inglese; un breve video di retroscena intitolato Behind the Face è stato caricato quello stesso giorno sulle piattaforme online. Jimin ha preso parte alla scrittura di tutte le tracce tranne Interlude: Dive, mentre un altro membro dei BTS, RM, ha collaborato alla realizzazione di Face-off e Like Crazy.
Il 26 marzo sono usciti un Deep House Remix e un UK Garage Remix di Like Crazy.
Un'edizione in vinile è diventata disponibile l'8 dicembre in Corea del Sud, il 15 dicembre in Giappone e il 12 gennaio 2024 negli Stati Uniti e in Europa.

## Descrizione
«[Pensavo] di stare bene. Ero felice. Mi stavo soltanto godendo le cose. Ma ripensandoci, mi sono reso conto che quelle non erano le mie uniche emozioni. Dopo averlo capito, ho solo pensato che avrei dovuto superarle. Penso di aver imparato a diventare un adulto. [...] Non sono bravo a menare il can per l'aia, o a dire le cose indirettamente, e vale lo stesso per i miei testi. Mi sono limitato a scrivere le emozioni così com'erano, esattamente come le ho provate due anni fa.»

— Jimin a Rolling Stone
Face esplora le emozioni provate da Jimin durante la pandemia di COVID-19, ed egli l'ha descritto come un "album [che] parla di come ripenso a me stesso e di come ho prevalso". Il titolo ha un doppio significato: da una parte rappresenta la "faccia" che si vuole mostrare, dall'altra è interpretato come un verbo, "affrontare", mostrando Jimin che supera solitudine e difficoltà grazie alla musica.
Musicalmente esplora pop, hip hop e R&B, e contiene "vari stati d'animo sonori che virano da appuntiti e incisivi a vellutati ed eleganti". Si apre con Face-off, un pezzo trap-soul sul ritrovare la resilienza dopo dubbi e delusioni. Seguono la strumentale Interlude: Dive, composta da clip audio relative alla vita quotidiana di Jimin, e Like Crazy: ispirata al film omonimo, di cui contiene un campione vocale, è una canzone synth pop con un timbro lugubre sul momento in cui si chiude un occhio sulla realtà per dimenticare i ricordi dolorosi. La versione in inglese si concentra invece sul peso della fama. La ballata pop Alone affronta la solitudine e il senso di vuoto e di smarrimento, mentre Set Me Free Pt.2 è un pezzo hip hop incentrato sulla liberazione dal dolore e dal senso di vuoto per andare avanti liberamente, comunicando le idee di determinazione, passione e vittoria. Il titolo è un omaggio a Interlude: Set Me Free dal mixtape D-2 del compagno di band Suga, che affronta tematiche simili, ma le due canzoni non sono collegate. Il video musicale è ambientato in un panopticon, rimandando ai temi della prigionia e dell'essere osservati, e sul petto di Jimin è riportata una poesia di Rainer Maria Rilke che recita "Ich lebe mein leben in wachsenden ringen" ("Io vivo la mia vita in sempre più ampi cerchi"), ricollegandosi al disegno circolare della copertina e al materiale promozionale del disco che citava un "cerchio di risonanza". La versione fisica contiene una traccia fantasma intitolata Letter in cui Jimin supplica qualcuno di restare.

## Promozione
Nella serata del 23 marzo, Jimin ha parlato dell'album al Tonight Show Starring Jimmy Fallon, dove ha anche eseguito la prima esibizione live di Like Crazy il giorno seguente. È poi apparso in due episodi del programma Melon Station su Melon il 24 e il 25 marzo, mentre il 31 marzo ha partecipato al programma radiofonico sudcoreano Choi Hwa-jung's Power Time su SBS Power FM. Ha inoltre promosso l'album in televisione esibendosi a M Countdown, Music Bank e Inkigayo con Set Me Free Pt.2 e Like Crazy.

## Accoglienza
| Recensione | Giudizio |
| ---------- | -------- |
| AllMusic   |          |
| NME        |          |

India Roby, scrivendo per Nylon, ha definito Face "un onesto grido nel vuoto" che "nonostante l'oscurità e il caos, è in definitiva un progetto di resilienza e trionfo". Per Maura Johnston di Rolling Stone, che l'ha inserito tra le migliori uscite della prima metà del 2023, il disco "si sofferma a volte sugli 'e se' esistenziali che affliggono gli uomini ventenni che hanno lo sguardo del mondo rivolto direttamente verso di loro, [e] per la maggior parte è una vetrina avvincente dei punti di forza pop del cantante-ballerino dalla voce setosa". Neil Z. Yeung di AllMusic ha ritenuto che "offra un set di canzoni sorprendentemente provocatorio e audace", qualificandosi come "una rivelazione, mettendo da parte la morbidezza tenera e purgando i suoi demoni interiori in modo elettrizzante". Ashlee Mitchell della Recording Academy l'ha valutato positivamente, reputando che "mettendosi alla prova con coreografie intense, rap e scelte concettuali audaci, il primo progetto solista di Jimin dimostra che è un visionario a pieno titolo. Face offre un'impressionante introduzione alle capacità di Jimin come artista solista – uno promettente, tra l'altro". Per Verónica A. Bastardo, l'opera ha "un approccio elegante e leggermente sensuale al pop hip-hop, combinando suoni come il synthwave lo-fi degli anni '80 e l'aspetto più sbalorditivo di alcuni artisti grime che vanno al gospel, alle chitarre elettroniche e alla distorsione per esprimere le loro dichiarazioni". Per Mary Siroky di Consequence, che ha indicato Face-off, Like Crazy e Set Me Free Pt.2 come pezzi di spicco, in Face "Jimin suona maturo e sicuro di sé, senza temere tematiche o testi che la gente potrebbe non aver associato a lui finora"; ha tuttavia giudicato negativamente la lunghezza dell'album, ritenendolo troppo breve. Rhian Daly di NME ha apprezzato la gamma di suoni e stili impiegati, "che aggiungono nuove corde al suo arco come artista e creano un'atmosfera scura e avvincente", reputando però che l'Auto-Tune in Set Me Free Pt.2 diventi fastidioso con il progredire della canzone.

## Tracce
1. Face-off – 3:49 (Pdogg, Ghstloop, Jimin, Evan, RM)
2. Interlude: Dive – 2:10 (Evan, Ghstloop, Pdogg)
3. Like Crazy – 3:32 (Pdogg, Blvsh, Chris James, Ghstloop, Jimin, RM, Evan)
4. Alone – 3:31 (Pdogg, Jimin, Ghstloop, Evan)
5. Set Me Free Pt.2 – 3:20 (Ghstloop, Pdogg, Jimin, Supreme Boi)
6. Like Crazy (versione inglese) – 3:32 (Pdogg, Blvsh, Chris James, Ghstloop, Jimin, RM, Evan)

Traccia fantasma dell'edizione fisica
1. Letter (편지?, PyeonjiLR) – 3:49 (Pdogg, Jimin, Ghstloop, Evan)

Note
- La versione inglese di Like Crazy contenuta nell'edizione fisica è lunga 10:02 minuti: quando la musica termina sono presenti 2 minuti e 41 secondi di silenzio, finiti i quali, a 6 minuti e 13 secondi, comincia Letter.

## Produzione
- Jimin – voce, scrittura (tracce 1, 3-7), tastiera (traccia 1), gang vocal (tracce 1, 4-5), suoni d'ambiente (traccia 2), chitarra (traccia 7)
- Antwone Barnes – coro (traccia 5)
- Duane Benjamin – co-produzione coro (traccia 5), arrangiamento coro (traccia 5), orchestrazione coro (traccia 5)
- Rachel Blum – assistenza al missaggio (traccia 5)
- Blvsh – scrittura (tracce 3, 6), controcanto (tracce 3, 6), registrazione (tracce 3, 6)
- Dedrick Bonner – arrangiamento coro (traccia 5), orchestrazione coro (traccia 5), coro (traccia 5), direzione coro (traccia 5)
- Bryce Bordone – assistenza al missaggio (tracce 3, 6)
- Joe Brogie – campione voci fuori campo (tracce 3, 6), registrazione (tracce 3, 6)
- Chancellor – controcanto (traccia 5), registrazione (traccia 5)
- Bryce Charles – coro (traccia 5)
- DJ Riggins – assistenza al missaggio (traccia 5)
- Evan – produzione (traccia 2), scrittura (tracce 1-4, 6-7), tastiera (traccia 2), sintetizzatore (traccia 2), editing digitale (tracce 2, 4-7), chitarra (tracce 3, 6), gang vocal (traccia 5)
- Chris Gehringer – mastering
- Șerban Ghenea – missaggio (tracce 3, 6)
- Ghstloop – produzione (tracce 1-3, 5-6), scrittura (tutte le tracce), tastiera (tracce 1-2, 5), sintetizzatore (tracce 1-3, 5-6), gang vocal (tracce 1, 4-5), editing digitale (tracce 1, 3-4, 6-7), arrangiamento voci e rap (traccia 5), registrazione (traccia 5)
- Summer Greer – coro (traccia 5)
- Chris James – scrittura (tracce 3, 6), registrazione (tracce 3, 6)
- Jo Dong-moon – violoncello (traccia 2)
- Joo Ye-chan – assistenza alla registrazione (traccia 7)
- Jaycen Joshua – missaggio (traccia 5)
- Jung Kook – controcanto (traccia 7)
- Jung Woo-young – missaggio (traccia 2)
- James Keys – controcanto (traccia 4), registrazione (traccia 4)
- David Kim – missaggio (traccia 1)
- Nick Lee – ottoni (traccia 5), corni (traccia 5)
- Maiz – gang vocal (traccia 1)
- Sha'leah Nikole – coro (traccia 5)
- Oh Sung-geun – registrazione (traccia 7)
- Jong Seong Park – armonica (traccia 7)
- Pdogg – produzione (tutte le tracce), scrittura (tutte le tracce), tastiera (tutte le tracce), sintetizzatore (tutte le tracce), gang vocal (tracce 1, 4-5), arrangiamento voci e rap (tracce 1, 3-4, 6-7), registrazione (tracce 1, 3-7), editing digitale (tracce 1, 3-7)
- Ililta Peena – coro (traccia 5)
- Erik Reichers – registrazione (traccia 5)
- James F. Reynolds – missaggio (traccia 4)
- Jacob Richards – assistenza al missaggio (traccia 5)
- RM – scrittura (tracce 1, 3, 6)
- Clinton Roane – coro (traccia 5)
- Ryu In-hyuk – chitarra (tracce 1, 3-4, 6)
- Mike Seaberg – ingegneria del missaggio (traccia 5)
- Shin Min – arrangiamento archi (traccia 7), direzione archi (traccia 7)
- Emily Silva – coro (traccia 5)
- Sumin – controcanto (traccia 1), registrazione (traccia 1)
- Supreme Boi – scrittura (traccia 5), gang vocal (traccia 1)
- Marqell Ward Clayton – coro (traccia 5)
- Yang Ga – missaggio (traccia 7)
- Young – chitarra (traccia 7), basso (traccia 7), registrazione (traccia 7)
- Shelby Young – campione voci fuori campo (tracce 3, 6), registrazione (tracce 3, 6)
- Yungstring – archi (traccia 7)

## Successo commerciale
Nelle venti ore successive alla sua uscita, Face ha raggiunto la vetta della classifica album di iTunes in 63 paesi del mondo, mentre il brano Like Crazy è arrivato al primo posto in 111 territori tra cui Stati Uniti, Regno Unito, Canada, Germania, Giappone, Brasile, Francia e Australia. Sulla classifica globale di Spotify, Like Crazy ha inizialmente esordito seconda, salendo in vetta due giorni dopo con oltre 6 milioni di riproduzioni.
In Corea del Sud, Face è diventato il primo album solista nella storia della Hanteo Chart a vendere oltre un milione di copie nel giorno di uscita, totalizzandone 1 021 532, e il più venduto durante la prima settimana per la medesima classifica, con oltre 1,45 milioni di copie. La versione CD è entrata direttamente in vetta alla Circle Chart, con 1 099 988 copie, mentre la versione Weverse Album ha occupato la 3ª posizione con 249 783 copie.
Negli Stati Uniti, Set Me Free Pt.2 è entrata in posizione 30 sulla Billboard Hot 100 nella sua settimana d'uscita. Face ha invece esordito 2º nella Billboard 200, il miglior piazzamento per un solista K-pop fino a quel momento, grazie a 164 000 unità equivalenti ad album, di cui 124 000 copie fisiche e digitali, 13 500 "stream-equivalent album" risultanti dalle riproduzioni in streaming delle varie tracce, e 26 500 "track-equivalent album" derivanti dalle vendite digitali dei singoli brani. Like Crazy è figurato invece in vetta alla Billboard Hot 100, rendendo Jimin il primo solista sudcoreano a raggiungere la cima della classifica.
L'album è entrato anche in diverse classifiche europee, rendendo Jimin il primo solista asiatico a raggiungere la top 10 tedesca e la top 5 francese.

## Classifiche

### Classifiche settimanali
| Classifica (2023) | Posizione massima |
| ----------------- | ----------------- |
| Austria           | 5                 |
| Belgio (Fiandre)  | 7                 |
| Belgio (Vallonia) | 3                 |
| Canada            | 10                |
| Corea del Sud     | 1                 |
| Croazia           | 7                 |
| Danimarca         | 22                |
| Finlandia         | 12                |
| Francia           | 5                 |
| Germania          | 7                 |
| Giappone          | 1                 |
| Grecia            | 1                 |
| Italia            | 28                |
| Lettonia          | 5                 |
| Lituania          | 3                 |
| Nuova Zelanda     | 8                 |
| Paesi Bassi       | 35                |
| Polonia           | 3                 |
| Portogallo        | 35                |
| Spagna            | 22                |
| Stati Uniti       | 2                 |
| Svezia            | 55                |
| Svizzera          | 6                 |
| Ungheria          | 2                 |

### Classifiche di fine anno
| Classifica (2023) | Posizione |
| ----------------- | --------- |
| Corea del Sud     | 24        |
| Francia           | 198       |
| Stati Uniti       | 193       |

## Riconoscimenti
- Asian Pop Music Award[71]
  - 2023 – Top 20 degli album stranieri dell'anno
- Billboard Music Award[72]
  - 2023 – Candidatura Miglior album K-pop
- Melon Music Award
  - 2023 – Candidatura Album dell'anno[73]
  - 2023 – Candidatura Millions Top 10[74]